# Gary Taubes

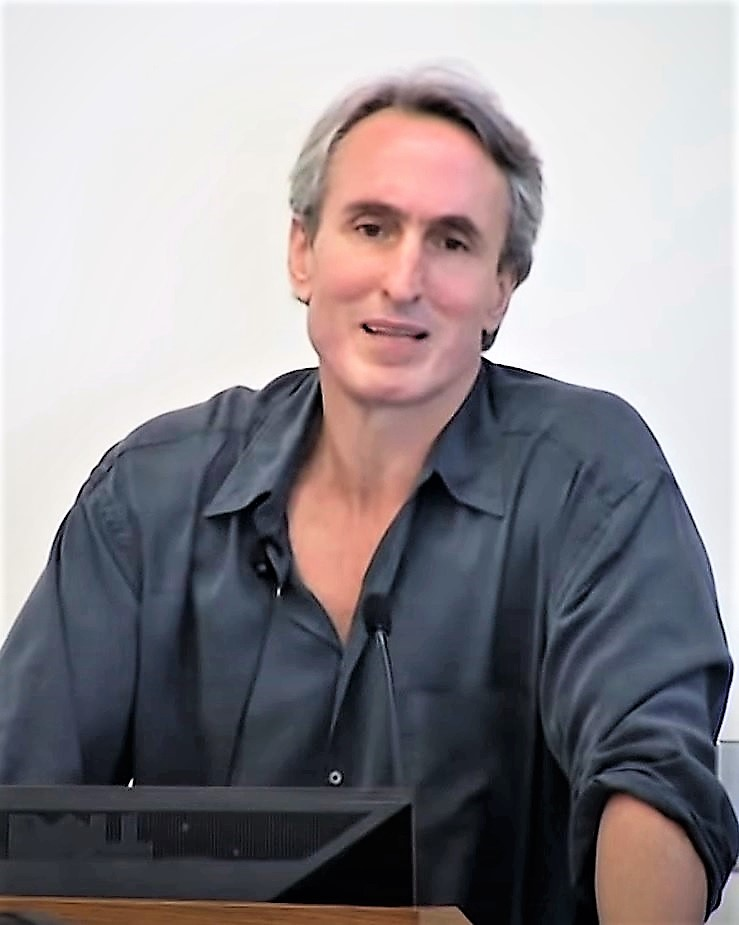
Gary Taubes, 2012

Gary Taubes (* 30. April 1956 in Rochester, New York) ist ein US-amerikanischer Autor. Er verfasste verschiedene prämierte Sachbücher und Artikel über Nahrungsmittel und Wissenschaftliches Fehlverhalten.
Sein bekanntestes Buch ist das im Jahr 2010 erschienene Why We Get Fat: And What To Do About It, in welchem er sich für eine Kohlenhydrat-arme-Ernährung ausspricht.

## Leben
Taubes studierte angewandte Physik in Harvard und Raumfahrttechnik in Stanford, wo er 1978 seinen Master machte. 1981 erlangte er an der Columbia University einen Master-Abschluss in Journalismus und begann ab 1982 als Journalist für die Zeitschrift Discover zu arbeiten. Anfangs verfasste er Artikel und Bücher mit dem Schwerpunkt Physik, begann sich jedoch in jüngerer Zeit, mit Medizin und Ernährung auseinanderzusetzen.

## Werk
In seinen Büchern werden vor allem wissenschaftlichen Kontroversen behandelt: So beleuchtete er beispielsweise die Nobelpreis-honorierte Arbeit des Physikers Carlo Rubbia kritisch und analysierte die Behauptung der Wissenschaftler Pons und Fleischmann, 1989 die kalte Kernfusion nachgewiesen zu haben.

### Good Calories, Bad Calories
In diesem Werk argumentiert Taubes, dass bestimmte Arten von Kohlenhydraten – und mitnichten Fette oder bloß überschüssige Nahrungsenergie – für die erhöhte Inzidenz von Adipositas in der Bevölkerung verantwortlich seien.
Taubes argumentiert, dass die Regulierung von Fettgewebe durch Insulin und seine Bedeutung für Adipositas bisher vernachlässigt wurde und untermauert seine Sichtweise mit der Beobachtung, dass die Einführung von raffinierten Kohlenhydraten in die Ernährung traditioneller Gesellschaften zu einem Anstieg von sogenannten Zivilisationskrankheiten wie Adipositas und Herzerkrankungen geführt habe.

### Why We Get Fat: And What To Do About It
Taubes betont in diesem Buch, dass die Hypothese, nach der fettleibige Menschen für ihr Los verantwortlich seien, da sie maßlos zu viel äßen und sich nicht ausreichend bewegten, zu kurz greife. Vielmehr sei, aufgrund der menschlichen Vergangenheit als Jäger und Sammler, eine genetische Antwort auf mit der Nahrung aufgenommene Kohlenhydrate konserviert: nämlich die Ausschüttung von Insulin, die durch moderne Ernährung, die reich an raffiniertem Zucker ist, überstimuliert werde, und so Adipositas hervorrufen könne.

## Veröffentlichungen (Auswahl)
- 1986: Dreams: Power, Deceit and the Ultimate Experiment („Träume: Macht, Täuschung und das ultimative Experiment“), Random House, ISBN 978-0-394-54503-5
- 1993: Bad Science: The Short Life and Weird Times of Cold Fusion („Schlechte Wissenschaft: Das kurze Leben und die komischen Zeiten der kalten Fusion“), Random House, ISBN 978-0-394-58456-0
- 2007: Good Calories, Bad Calories: Challenging the Conventional Wisdom on Diet, Weight Control, and Disease („Gute Kalorien, schlechte Kalorien: Anfechtung des konventionellen Wissens über Diät, Gewichtskontrolle und Krankheit“), Alfred A. Knopf, ISBN 978-1-4000-4078-0
- 2010: Why We Get Fat: And What to Do About It („Warum werden wir fett: Und was ist dann zu tun“)
- 2017: The Case against Sugar („Der Fall gegen Zucker“)[2]